# Pitons du Carbet
Pitons du Carbet o las Montañas Carbet es el nombre que recibe un macizo de origen volcánico en la isla caribeña de Martinica una dependencia de Francia en las Antillas Menores. Las montañas Carbet ocupan una larga trayectoria de 80 kilómetros a través del centro de la isla, e incluyen algunos de sus picos más altos, aunque el punto más alto el Monte Pelée en Martinica no es parte de la cordillera.
Las montañas son un sitio turístico popular con actividades como el senderismo y la escalada.
Los cinco miembros más altos del grupo Carbet y sus alturas son :
- Piton Lacroix o Morne Pavillon ( 1.196 m )
- Morne Piquet ( 1160 m )
- Piton Dumauzé ( 1.109 m )
- Piton de l' Alma ( 1105 m )
- Piton Boucher ( 1070 m )

## Denominación
Hasta 1949, esta cordillera flanqueaba la comuna llamada Le Carbet. Sin embargo, a partir de esta fecha, la comuna de Le Morne-Vert se independiza e incluye las montañas, aunque el nombre de las montañas continuó siendo el mismo. Carbet es el nombre que los colonos franceses daban a las grandes cabañas de techo de paja en las que se reunían los indios caribes para sus asambleas. Sin embargo, no se trata de un término Karib, sino que fue tomado por los franceses de los indios Tupí de Brasil.

## Orografía
A diferencia del Monte Pelée, las pendientes de las montañas del Carbet son mucho más acusadas, y se presentan bajo la forma de largas vertientes de más de 50° de inclinación a lo largo de centenas de metros de extensión. Estas pendientes sólo se reducen cerca de los picos de las montañas, con una inclinación de entre 25 y 40°.